# Willy De Rudder
Willy Lodewijk De Rudder (30 april 1939) is een Belgische voormalige politicus voor de CVP. Hij was burgemeester van Sint-Gillis-Waas.

## Levensloop
De Rudder nam in 1970 voor het eerst deel aan de gemeenteraadsverkiezingen. Hij werd verkozen tot gemeenteraadslid van Sint-Gillis-Waas. Na de fusies van 1976 werd hij schepen. Hij bleef dit tot hij begin 1993 Omer De Mey opvolgde als burgemeester. Eind 2005 nam hij ontslag als burgemeester om plaats te maken voor zijn opvolger Remi Audenaert. Hij bleef nog gemeenteraadslid tot 2012.
De Rudder was ambtenaar bij de NMBS, werkte daarna een tijd als kabinetsmedewerker voordat hij als burgemeester voltijds politicus werd. In 1999 werd hij benoemd tot ridder in de Leopoldsorde.